# غطاس كولومبي
غطاس كولومبي (الاسم العلمي: Podiceps andinus) (بالإنجليزية: Colombian Grebe)‏ هو نوع من الطيور يتبع جنس الغطاس من الفصيلة الغطاسية.